# Municipio de Lordsburg
El municipio de Lordsburg (en inglés: Lordsburg Township) es un municipio ubicado en el condado de Bottineau en el estado estadounidense de Dakota del Norte. En el año 2010 tenía una población de 19 habitantes y una densidad poblacional de 0,2 personas por km².

## Geografía
El municipio de Lordsburg se encuentra ubicado en las coordenadas 48°46′11″N 100°13′43″O / 48.76972, -100.22861. Según la Oficina del Censo de los Estados Unidos, el municipio tiene una superficie total de 93.67 km², de la cual 91,53 km² corresponden a tierra firme y (2,28 %) 2,14 km² es agua.

## Demografía
Según el censo de 2010, había 19 personas residiendo en el municipio de Lordsburg. La densidad de población era de 0,2 hab./km². De los 19 habitantes, el municipio de Lordsburg estaba compuesto por el 100 % blancos. Del total de la población el 0 % eran hispanos o latinos de cualquier raza.